# Гогален
Гогален (нід. Hooghalen) — село в нідерландській провінції Дренте. Входить до муніципалітету Мідден-Дренте.
Його площа становить 25,07 км², а населення станом на 2021 рік складало 1 345 осіб.